# ディーダルガンシ・ヤクシー
ディーダルガンシ・ヤクシー（Didarganj Yakshi、ヒンディー語: दीदारगंज यक्षी）は、非常に初期のインドの石像の最高の例の一つ。マウリヤ芸術に関連する、優れたマウリヤ式研磨が施されているため、かつては紀元前3世紀のものと考えられていた。しかし、これは後の時代の彫刻にも見られ、現在では、形や装飾の分析に基づいて、紀元2世紀頃、または紀元1世紀のものと考えられている。特に前髪の扱いはクシャーナ朝の特徴とされている。 
インドの芸術における初期の彫刻の多くのように、それは主要な神ではなく、マイナーな霊的存在またはヤクシニーを表している。

## ギャラリー

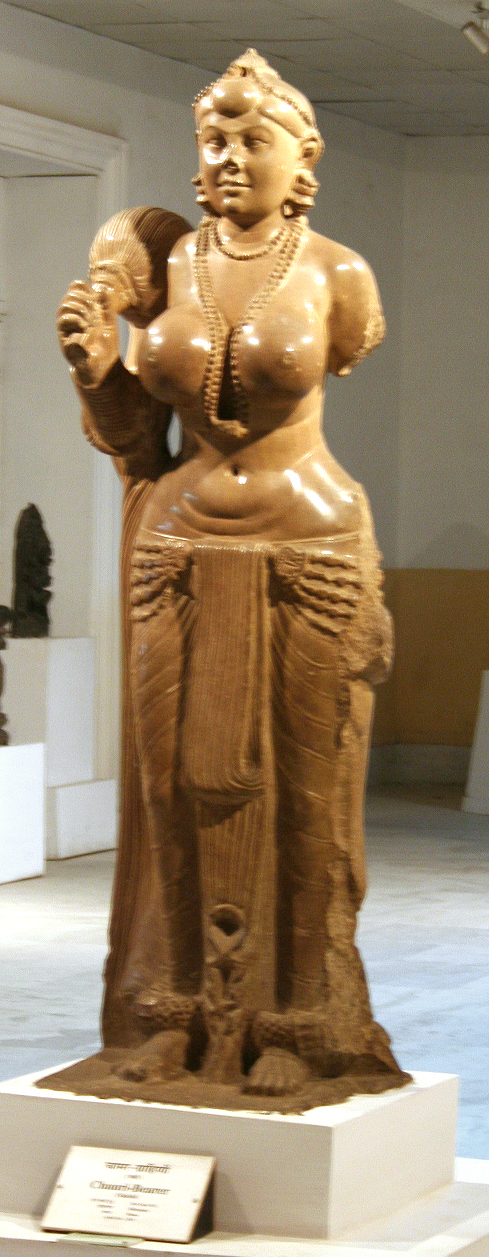
別の角度、ビハール博物館
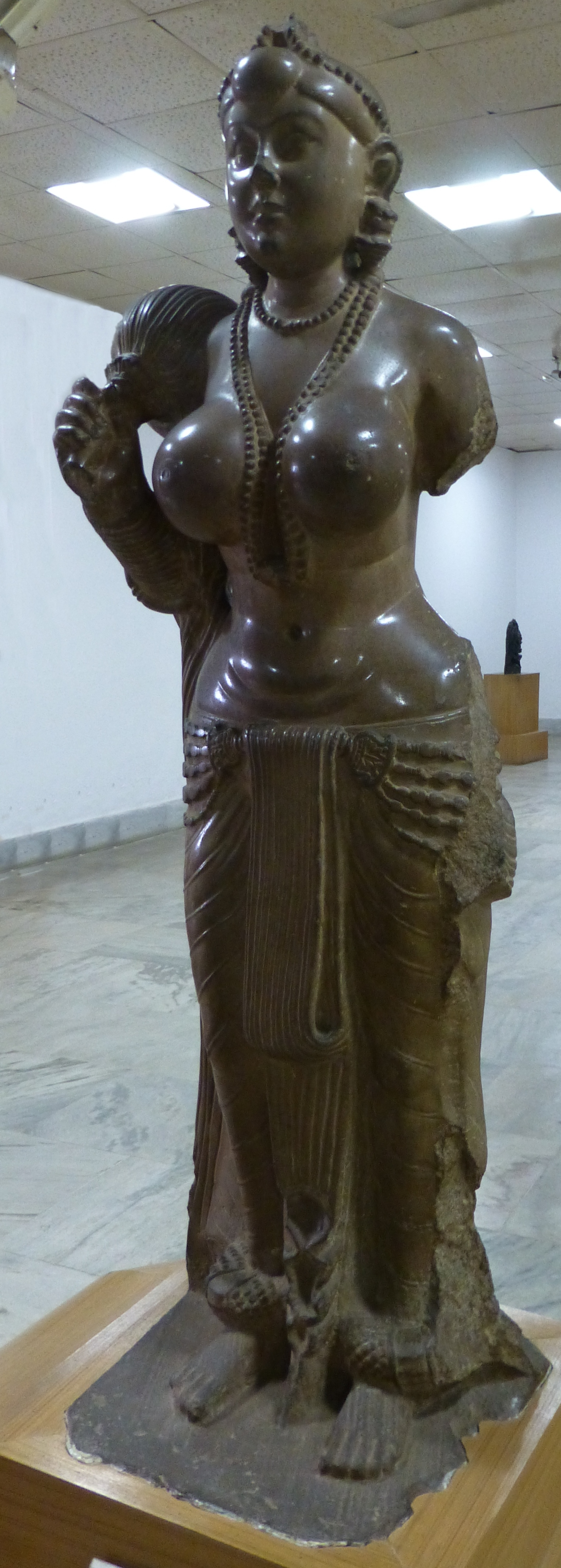
別の角度、ビハール博物館
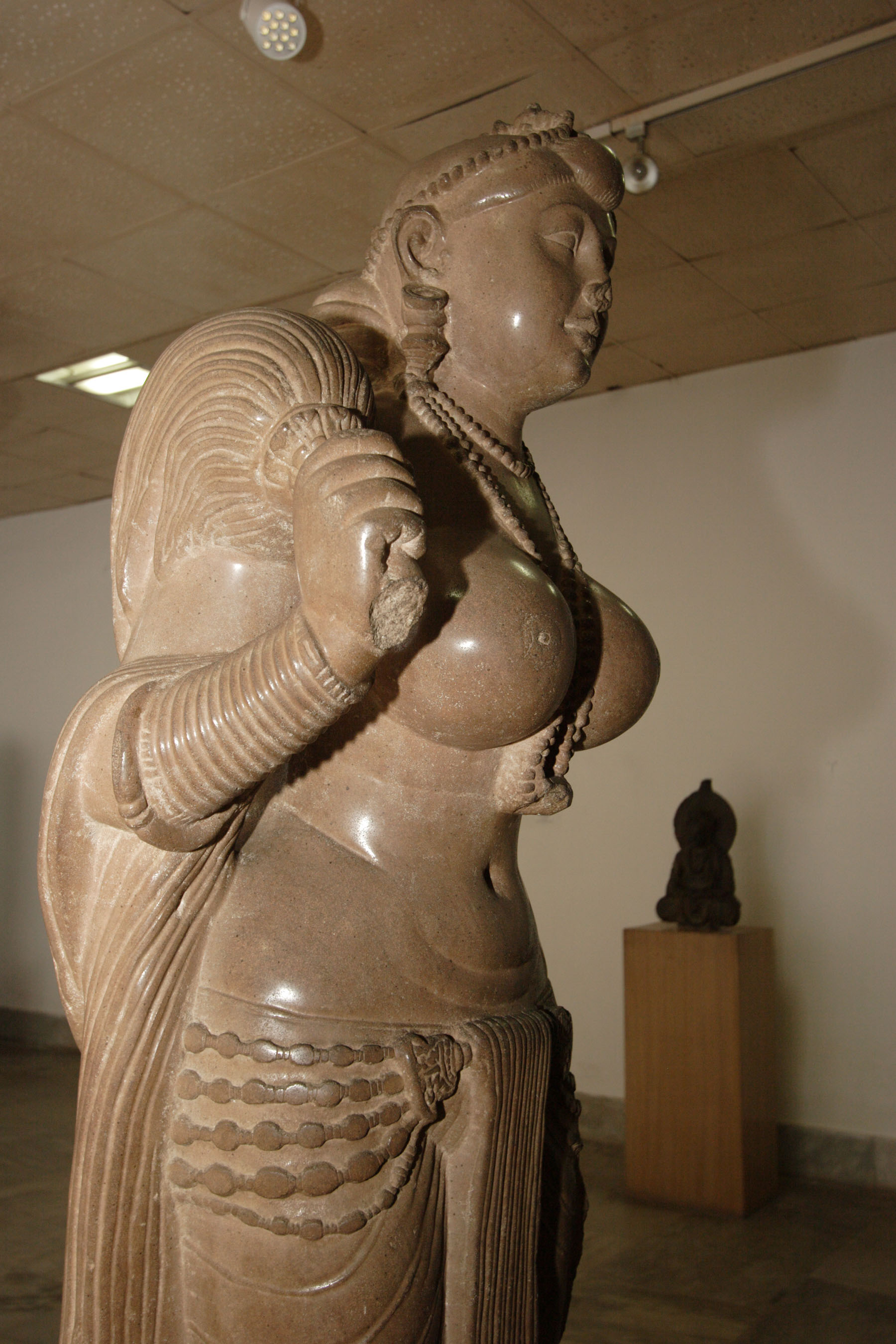
側面
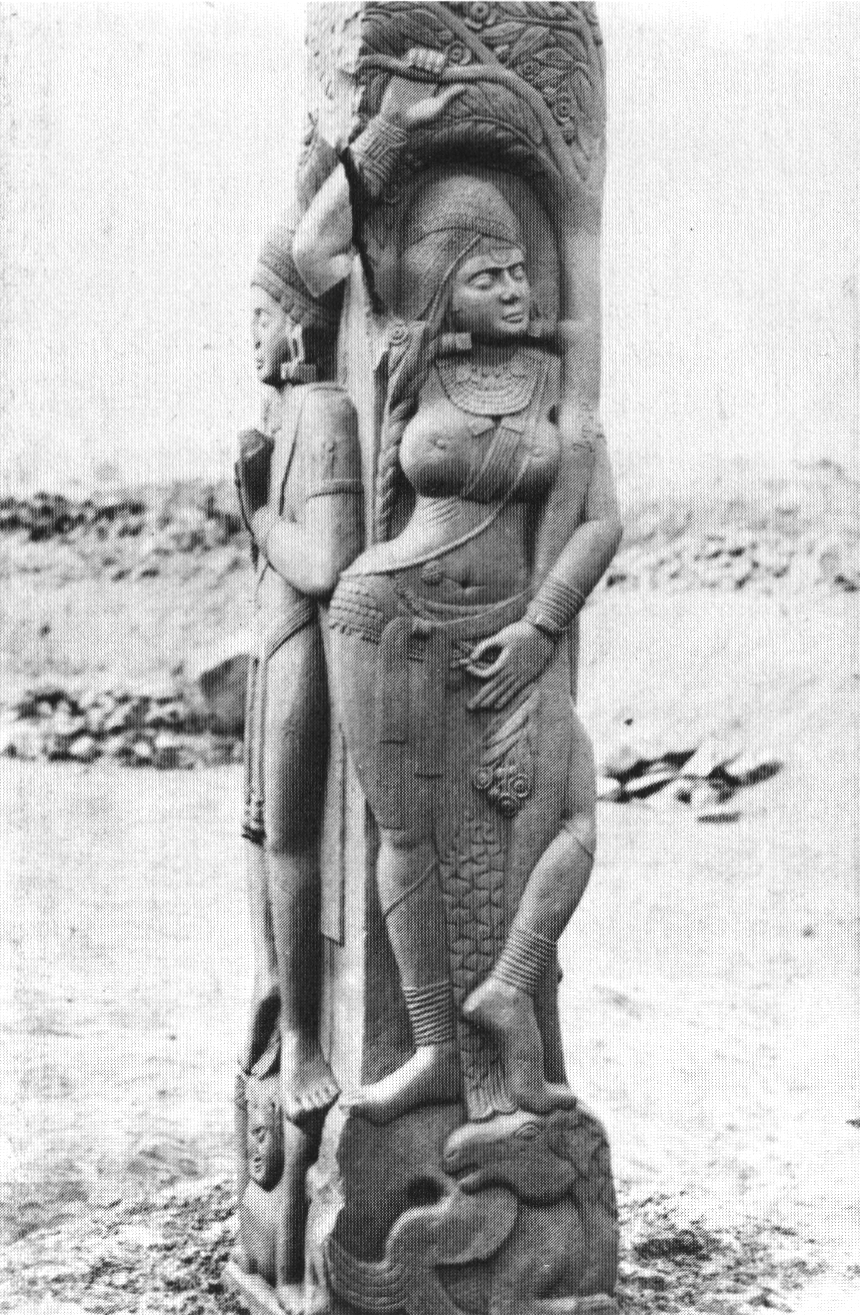
おそらく紀元前100年のヤクシー
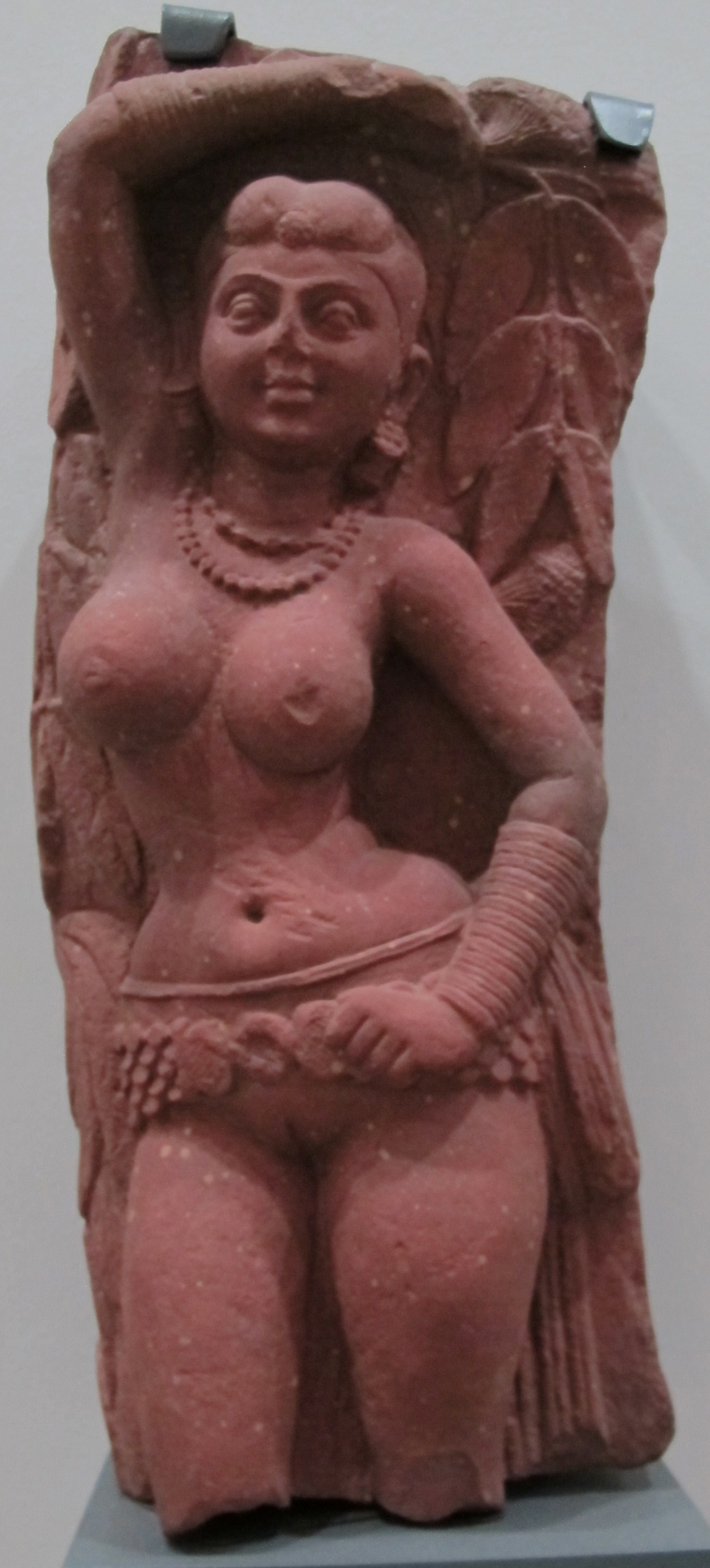
ウッタル・プラデーシュの起源2世紀のヤクシー
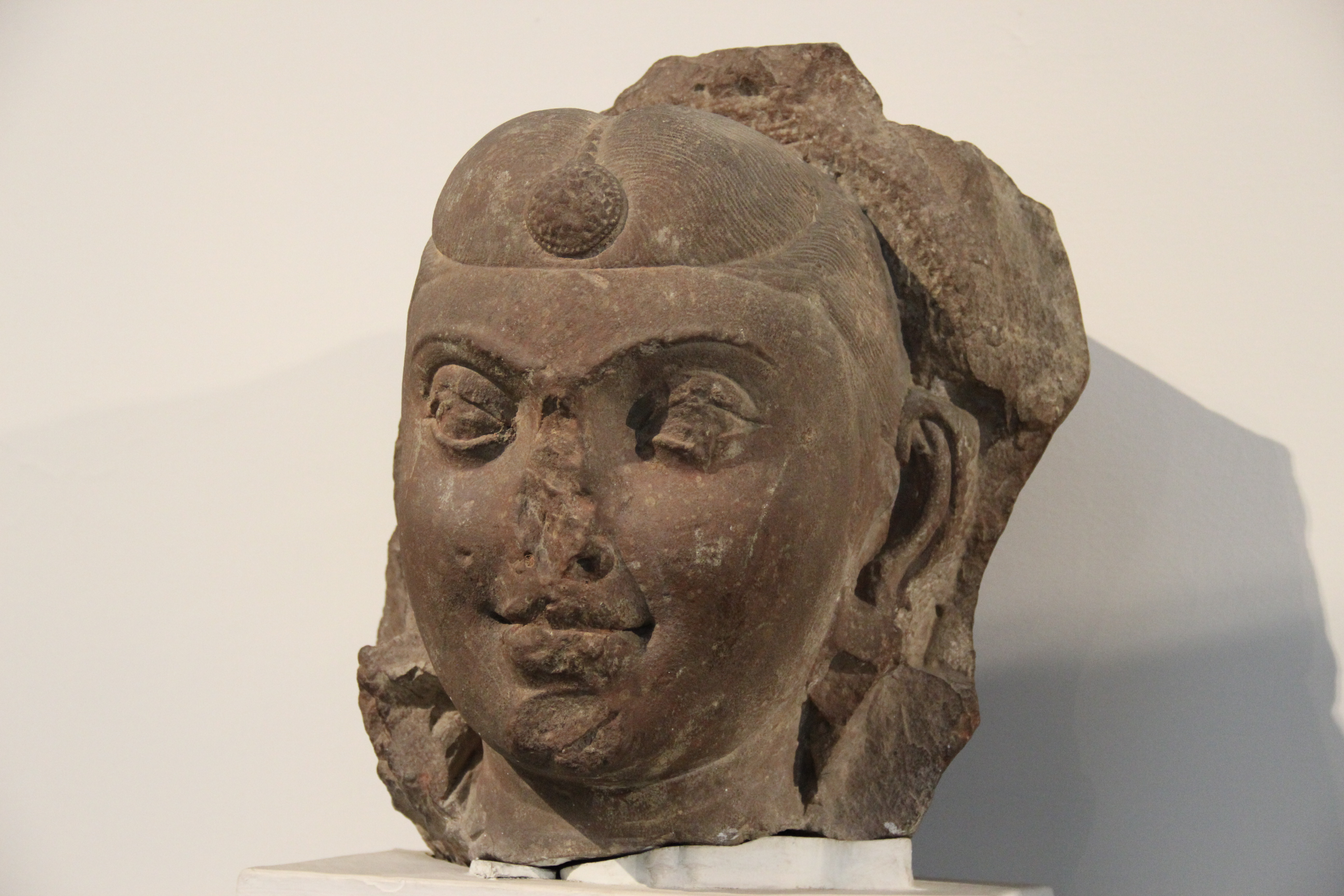
クシャーナ朝特有の、正面にシニヨンのある髪型の例